# Giuseppe Lo Presti (scrittore)
Giuseppe Lo Presti (Alcamo, 20 gennaio 1958 – Sanremo, 27 agosto 1995) è stato uno scrittore e terrorista italiano.

## Biografia
Nato nel trapanese, e trasferitosi dalla Sicilia a Torino nel 1968, autodidatta, sin da ragazzino frequentò il Fronte della Gioventù.
Intorno ai sedici anni iniziò a rapinare cinema, uffici postali e gioiellerie.
Negli anni '80 si avvicinò a gruppi di estrema destra: Terza Posizione e Nuclei Armati Rivoluzionari (Nar).
Venne così arrestato nel 1977, tanto da trascorrere circa dodici anni in varie carceri italiane, dove iniziò a svolgere le mansioni di bibliotecario e si appassionò alla letteratura e alla scrittura.
Nel 1986, una rivista della destra radicale, Avanguardia di Trapani, pubblicò il suo primo romanzo, L'indominio della discordanza tramite la Società Editrice Barbarossa.
Nel 1990 il romanzo, grazie all'apprezzamento di Aldo Busi, suo talent scout, fu ripubblicato dalla Mondadori con il nuovo titolo Il cacciatore ricoperto di campanelli, riscuotendo un grande successo di critica; fu anche tradotto in olandese.
Ma, negli anni seguenti, Lo Presti riprese a commettere rapine, anche per fronteggiare le spese mediche causate dalle gravi condizioni di salute proprie e della sua compagna.
È stato testimone nelle indagini sulla Strage di piazza della Loggia a Brescia e sulla Strage dell'Italicus: essendo stato compagno di detenzione di Ermanno Buzzi - a sua volta imputato nella strage di piazza della Loggia -  riferì in particolare riguardo alle sue confidenze prima che questi venisse ucciso nel carcere di Novara da Mario Tuti e Pierluigi Concutelli.
Collaborò con diversi periodici della Destra, come i milanesi Candido e Il Borghese.
Negli anni, Il cacciatore ricoperto di campanelli è stato ritenuto, e non soltanto negli ambienti della Destra, un cult-book, molto ricercato dai collezionisti di libri per la su rarità in quanto non ristampato per venticinque anni.
Morì nel 1995 all'età di 37 anni, all'ospedale di Sanremo. È stato cremato e le sue ceneri sono state portate al cimitero di Alcamo. Gli ultimi anni della sua vita sono stati reinventati in un romanzo di Salvatore Mugno (Opere terminali, Milano, Jaca Book, 2001).
Di Lo Presti rimangono inediti alcuni testi narrativi, diari e corrispondenza.

## Opere
- L'indominio della discordanza, prefazione di Leonardo Fonte, Saluzzo, Barbarossa, 1986
- Il cacciatore ricoperto di campanelli, prefazione di Aldo Busi, Milano, Mondadori, 1990. ISBN 88-04-33122-4 (nuova ed. del precedente romanzo).
- Dopo (racconto), in Ai margini, Milano, F. Angeli, 1991, pp. 109-130 e, poi, col titolo Trattamento educativo a Pianosa, in «Il racconto», Milano, 1, novembre 1993, n° 6, pp. 34-36.
- Il cacciatore. Due romanzi degli “anni di piombo”, prefazione di Marcello Baraghini, a cura e con un saggio di Salvatore Mugno, Viterbo, Stampa Alternativa, 2015 (oltre al suo lavoro più noto, include il romanzo inedito Vittorino testa di bue). ISBN 978-88-6222-477-2